# Luftseilbahn San Carlo–Robièi
Die Luftseilbahn San Carlo–Robièi, italienisch Funivia San Carlo-Robiei, abgekürzt FSCR, verbindet den Weiler San Carlo zuhinterst im Bavonatal mit dem Lago di Robièi, einem Stausee der Maggia Kraftwerke. 
Die als Pendelbahn ausgeführte Schwerlastseilbahn wurde in den 1960er-Jahren für den Bau der Staumauer und des Kavernenkraftwerks bei Robièi gebaut und dient auch heute noch dem Werksverkehr der Kraftwerksgesellschaft. Seit 1972 ist die Bahn auch für die Öffentlichkeit zugänglich, normalerweise aber nur im Sommer und im Herbst von Mitte Juni bis Anfangs Oktober, wobei pro Saison bis zu 20'000 Gäste transportiert werden. Im Jahr 2020 wurden täglich bis zu fünf Fahrten angeboten. Die Seilbahn ist vier Kilometer lang und weist sieben Seilbahnstützen auf, wobei einige Stützen der am Hang entlang führenden Bahn ungewöhnlich asymmetrisch ausgeführt sind. Bei der Stütze Nr. 4 befindet sich eine Zwischenstation. Die Bahn überwindet eine Höhendifferenz von 853 m.
Auf der linken Seite der Seilbahn verkehrt eine Lastbarelle – eine Plattform für den Warentransport, auf der rechten Seite eine Kabine für den Personentransport, die 96 Fahrgäste fasst. Der Antrieb erfolgt über zwei 400-kW-Motoren.
Eine an die Luftseilbahn San Carlo–Robièi anschliessende Kraftwerksseilbahn Robièi–Cortino ist für die Öffentlichkeit nicht zugänglich.